# Kavitation

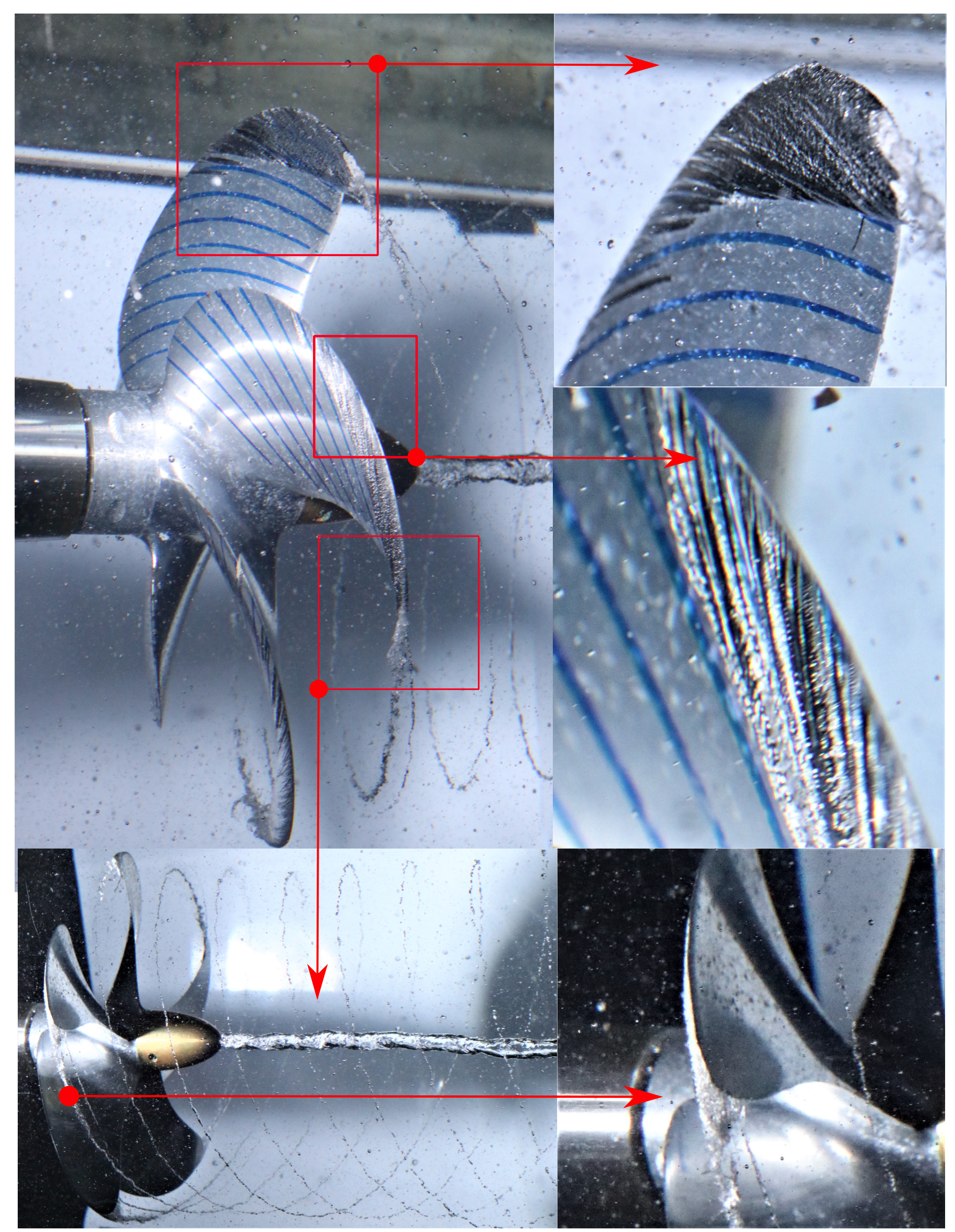
Kavitation erzeugender Propeller

Kavitation (lateinisch cavitare „aushöhlen“) ist die Bildung und Auflösung von dampfgefüllten Hohlräumen (Dampfblasen) in Flüssigkeiten. Man unterscheidet zwei Grenzfälle, zwischen denen es viele Übergangsformen gibt:
- Bei der Dampfkavitation oder harten (transienten) Kavitation enthalten die Hohlräume hauptsächlich Dampf der umgebenden Flüssigkeit. Solche Hohlräume fallen unter Einwirkung des äußeren Drucks per Blasenimplosion zusammen (mikroskopischer Dampfschlag).
- Bei der weichen Gaskavitation treten in der Flüssigkeit gelöste Gase in die Kavitäten ein und dämpfen deren Kollaps, bei der stabilen Gaskavitation verhindern sie ihn.

Die Kavitationszahl beschreibt die Neigung einer Flüssigkeit zur Kavitation.

## Ursachen
Die häufigsten Verursacher für Kavitation sind schnell bewegte Objekte in einem Fluid, z. B. die Laufräder von Kreiselpumpen, Wasserturbinen oder Propellern. Nach dem Gesetz von Bernoulli ist der statische Druck einer Flüssigkeit umso geringer, je höher die Geschwindigkeit ist. Fällt der statische Druck unter den Verdampfungsdruck der Flüssigkeit, so bilden sich Dampfblasen. Diese werden anschließend meist mit der strömenden Flüssigkeit in Gebiete höheren Druckes mitgerissen. Mit dem erneuten Ansteigen des statischen Drucks über den Dampfdruck kondensiert der Dampf in den Hohlräumen schlagartig, und die Dampfblasen kollabieren. Dabei treten extreme Druck- und Temperaturspitzen auf.
Die Ursache von Kavitation sind insbesondere bei Kreiselpumpen die örtlichen Druckabsenkungen im Schaufelkanaleintritt des Laufrades. Sie sind unvermeidlich mit der Umströmung der Schaufeleintrittskanten und der Energieübertragung von den Laufradschaufeln auf die Förderflüssigkeit verbunden. Kavitation kann aber auch an anderen Stellen der Pumpe auftreten, an denen der Druck örtlich absinkt, etwa an den Eintrittskanten von Leitradschaufeln, Gehäusezungen, Spaltringen usw.
Weitere Ursachen sind entweder das Ansteigen der Temperatur der Förderflüssigkeit, das Absinken des Druckes auf der Eintrittsseite der Pumpe, eine zu große Geodätische Saughöhe oder die Verkleinerung der Zulaufhöhe.
Starke Druckschwankungen, die Kavitation auslösen, können auch durch Ultraschall erzeugt werden. Dabei kommt es in den Druckminima der Schwingung zur Kavitation.
Das Phänomen der Dampfblasen, die beim Sieden von Flüssigkeiten entstehen und zum Teil wieder in sich zusammenfallen, ist keine Kavitation, denn es wird nicht durch Druckschwankungen, sondern durch Temperaturänderungen ausgelöst.

### Entstehung und Implosion der Kavitationsblasen
Bei einem Druck von 1013,25 hPa, was dem normalen Luftdruck entspricht, verdampft Wasser bei 100 °C. Bei einem höheren Druck ist die Verdampfungstemperatur höher, bei einem geringeren Druck niedriger. So verdampft Wasser bei einem Systemdruck von unter 23,37 hPa bereits bei einer Temperatur von 20 °C.
Beim Verdampfen entstehen im Wasser Blasen, da der Wasserdampf bei 20 °C einen vielfach größeren Raum als das flüssige Wasser benötigt. Sofern der Wasserdruck wieder ansteigt, hört der Verdampfungsvorgang wieder auf, der in der Kavitationsblase entstandene Wasserdampf kondensiert an der Außenwand der Dampfblase, und die bereits gebildeten Dampfblasen fallen schlagartig in sich zusammen. Der vorher benötigte Raum wird schlagartig kleiner, das Wasser muss diesen Raum wieder ausfüllen und strömt implosionsartig zurück, wodurch im Wasser sehr starke – wenn auch kurzzeitige – Druckstöße entstehen, die Größenordnungen von mehreren 100 MPa annehmen können (1 MPa = 10 bar = 1 N/mm²). Bei diesem Vorgang entstehen Druckwellen mit hohen Druckspitzen.
Befinden sich die Dampfblasen in der Nähe oder direkt an einer festen Wand, z. B. den Laufradschaufeln, so entsteht bei der Implosion ein Flüssigkeitsstrahl (Mikrojet), der mit hoher Geschwindigkeit auf die Wand bzw. Laufradschaufel trifft und sie durch die schlagartige Druckbelastung hoch beansprucht; daher rühren die kraterförmigen Materialabtragungen beim Auftreten von Kavitation.

## Wirkungen

### Mechanische Schäden
Wenn Kavitation an der Oberfläche fester Körper wie zum Beispiel an einem Schiffspropeller auftritt, dann kann es zu sogenanntem Kavitationsfraß kommen. Beim Implodieren der im vorherigen Abschnitt „Entstehung und Implosion der Kavitationsblasen“ beschriebenen Hohlräume treten kurzzeitig extrem hohe Beschleunigungen, Temperaturen und Drücke auf. Diese mechanischen Beanspruchungen deformieren das Oberflächenmaterial in mikroskopisch kleinen Teilen, und nach einiger Zeit brechen aus der Oberfläche immer größere Partikel heraus.
Daher ist Kavitation in der Hydraulik unerwünscht, da sie nicht nur das Material beschädigt, sondern auch den Wirkungsgrad reduziert. Um Kavitation in Pumpen zu verhindern, darf die Temperatur der Flüssigkeit in der Pumpe nicht zu hoch beziehungsweise der Ansaugdruck der Pumpe nicht zu niedrig sein. Hohe Temperaturen entstehen, wenn die Pumpe ohne Flüssigkeitsentnahme läuft. In diesem Fall sollte die Flüssigkeit zum Beispiel in einer Rückspülleitung im Kreis gepumpt oder die Pumpe abgeschaltet werden. Kavitationsschäden treten zum Beispiel bei Feuerlöschkreiselpumpen auf, wenn die Pumpe lediglich eingeschaltet ist, um den Druck in der Leitung aufrechtzuerhalten, aber kein Löschwasser entnommen wird. Bei Flüssigkeitsringvakuumpumpen darf das Verhältnis von Druck und Temperatur im Pumpenraum einen bauartabhängigen Wert nicht unterschreiten, um Kavitationsschäden zu vermeiden.
In der Raketentechnik führt Kavitation zu einer unregelmäßigen Verbrennung und zu Schäden an den von Gasturbinen angetriebenen Kreiselpumpen. Diese Pumpen müssen bei Raketen große Treibstoffmengen mit hohem Druck fördern und sind daher besonders anfällig für Kavitation. Man verringert sie, indem man den gesamten Treibstofftank unter sehr geringen Überdruck setzt und diesen Überdruck durch Nachspeisen von Druckgas hält, während der Tank sich entleert.

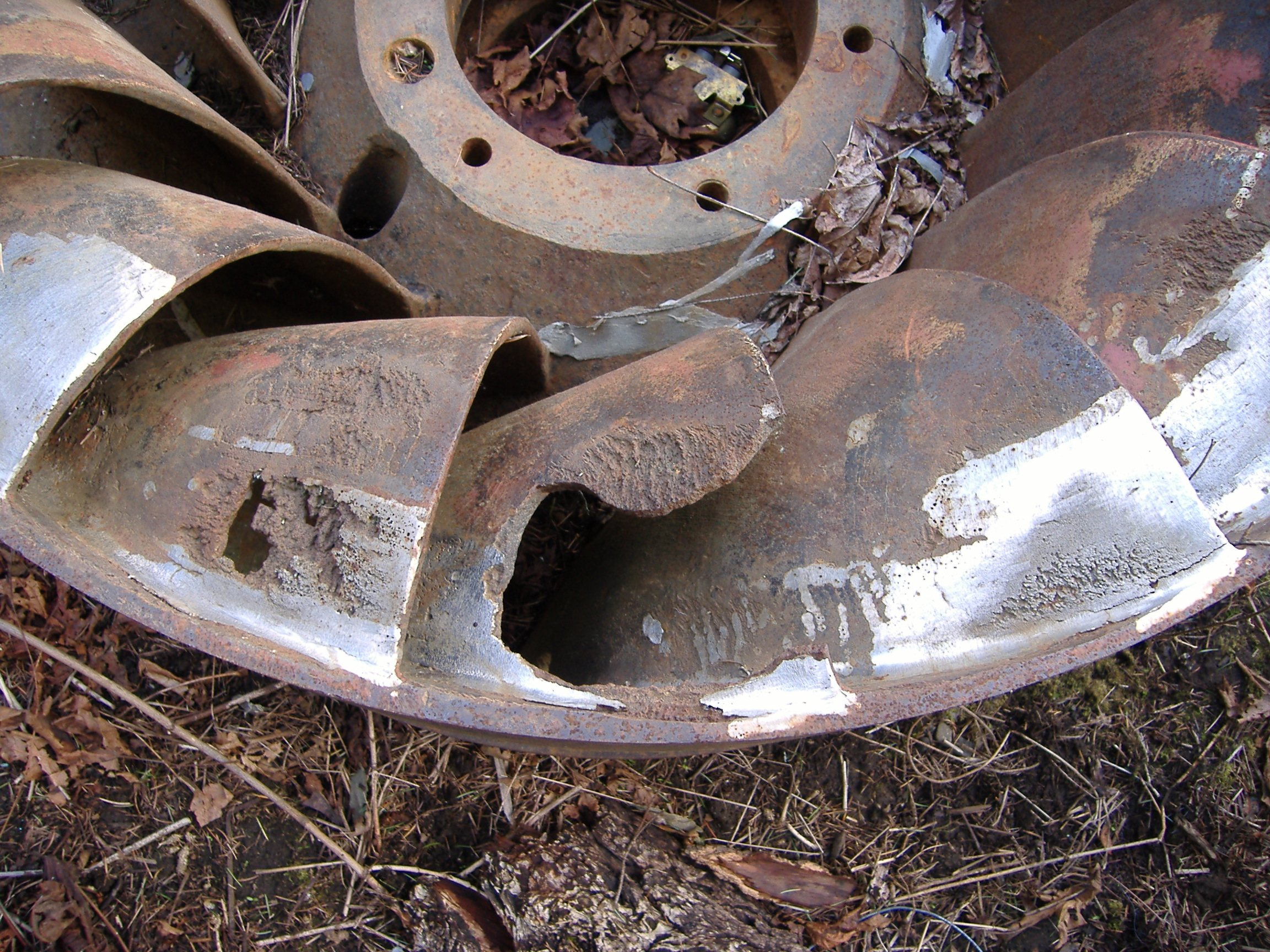
Eine durch Kavitation zerstörte Wasserturbine
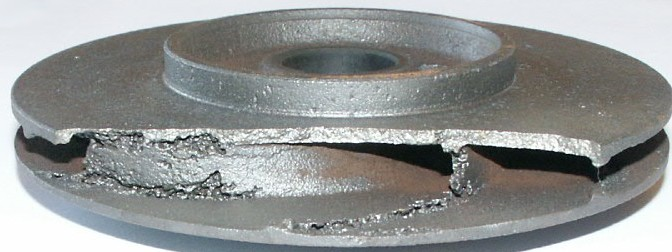
Kavitationsschäden an einem Kreiselpumpen-Laufrad
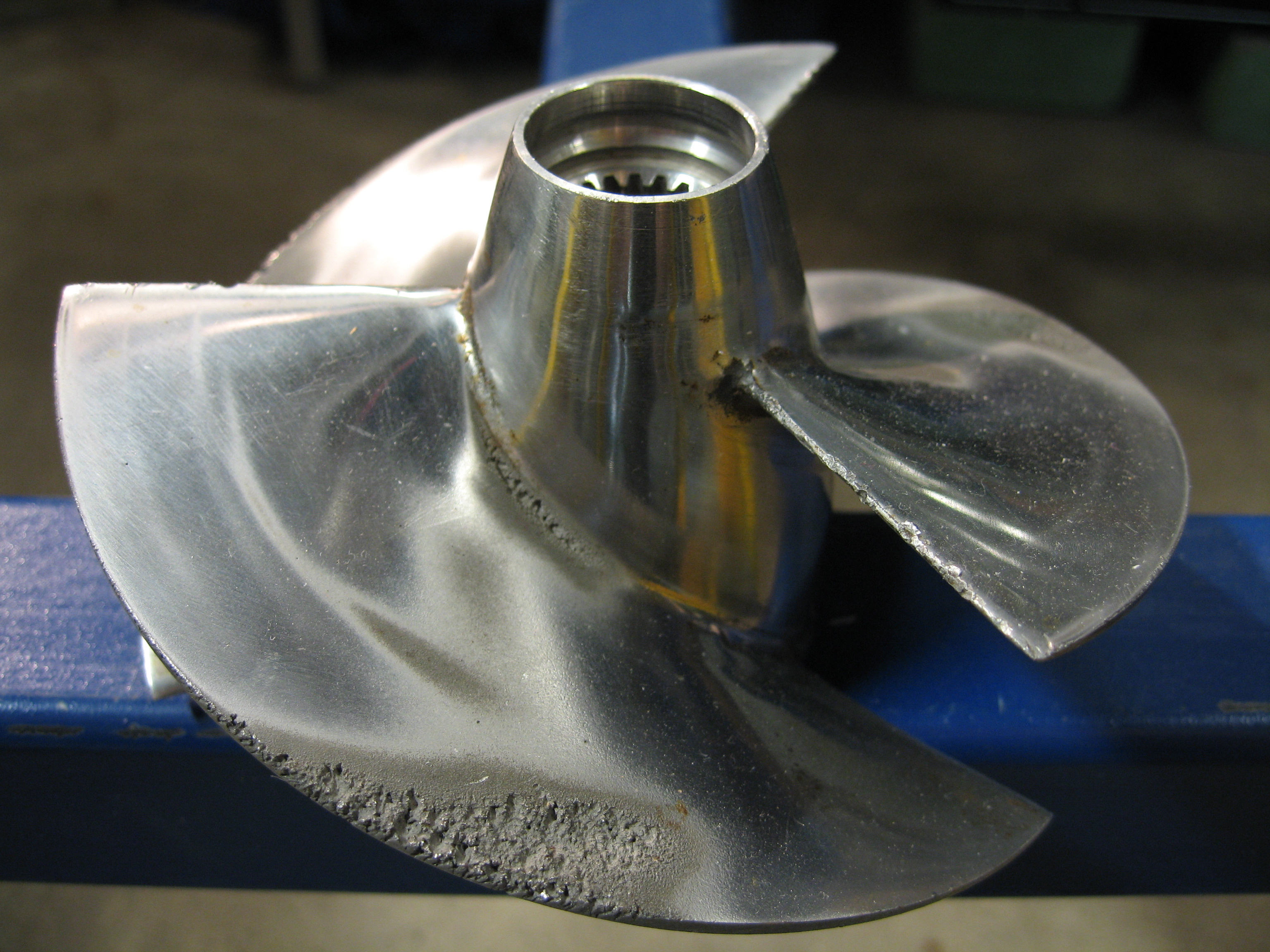
Kavitationsschäden an einem Bootspropeller

### Geräuschentwicklung
Das beim Implodieren auftretende Geräusch (Knall, Knattern) hob früher oft die Tarnung von U-Booten auf – die Boote konnten mit passivem Sonar geortet werden. Seit kavitationsarme Propeller entwickelt wurden, spielt die Kavitation für die U-Boot-Ortung bis zu einer bestimmten Geschwindigkeit in Abhängigkeit von der Tauchtiefe keine Rolle mehr. Man erkennt kavitationsarme Propeller an den stark gekrümmten Flügeln, mit denen sie sanfter und wesentlich leiser durchs Wasser gleiten. Bei hohen Geschwindigkeiten in geringen Tauchtiefen verliert allerdings auch ein kavitationsarmer Propeller seine kavitationsmindernde Fähigkeit. Zur Vermeidung von Kavitation muss das U-Boot dann entweder tiefer tauchen, um den Wasserdruck zu erhöhen, oder die Geschwindigkeit verringern.
Bei militärischen Überwasserschiffen werden ebenfalls kavitationsarme Schrauben und Systeme zur Geräuschminderung eingesetzt, z. B. das Prairie-Masker-System bei US-amerikanischen Schiffen.

### Auswirkungen in der medizinischen Diagnostik
Bei Sonographien in der medizinischen Diagnostik besteht die Gefahr, dass durch starke Energien (insbesondere den negativen Spitzendrücken des Ultraschalls) innerhalb des Körpers Kavitation entsteht. Dies könnte schädliche thermische oder mechanische Effekte haben. Beispielsweise könnten durch die Erzeugung freier Radikale oder Schockwellen Gewebeteile zerstört werden. Einige mögliche Effekte wurden bereits bei Tierversuchen in vivo beobachtet. Es wird darüber hinaus angenommen, dass Kontrastmittel die Wahrscheinlichkeit für das Auftreten von Kavitation erhöhen.

### Auswirkungen in der Natur
Untersuchungen des Israel Institute of Technology zeigen, dass die maximale Geschwindigkeit, mit der Delfine schwimmen, durch den Kavitationseffekt begrenzt ist. Der oberhalb einer bestimmten Geschwindigkeit entstehende Schmerz an den Schwanzflossen ist der begrenzende Faktor. Manche Fische, wie beispielsweise Thunfische, besitzen keine Schmerzrezeptoren in der Schwanzflosse. Sie dringen daher in Geschwindigkeitsbereiche vor, in denen Kavitationseffekte entstehen.
Knallkrebse sind in der Lage, durch extrem schnelles Schließen ihrer Scheren eine Kavitationsblase zu erzeugen. Der beim Kollabieren der Blase entstehende Knall ist zum einen namensgebend für diese Tiere; zum anderen kann die freiwerdende Energie ausreichen, um Beutetiere zu betäuben oder zu töten.
Kavitation ist die Ursache von Fingerknacken.

## Anwendungen

### Technik
- Bei der Reinigung von Gegenständen in sogenannten Ultraschallbädern, in denen durch Kavitation Oberflächenschmutz entfernt wird. Die Kavitation wird hierbei durch Ultraschall erzeugt. Durch den Einsatz speziell abgestimmter Reinigungsflüssigkeiten und eine höhere Temperierung des Bades kann der mechanische Reinigungseffekt des Ultraschalls noch verstärkt werden.
- Im militärischen Bereich werden Torpedos eingesetzt, die sich mit sehr hoher Geschwindigkeit unter Wasser in einer künstlich erzeugten Kavität bewegen. Diese Technologie wurde zuerst von der russischen Marine zur Anwendungsreife entwickelt und ist unter dem Begriff Superkavitation bekannt geworden.
- Sonochemie: Durch die beim Kollaps der Blasen auftretenden hohen Energien werden sonochemische Reaktionen ermöglicht.
- In der Lebensmittelindustrie wird Kavitation bei Hochdruckhomogenisatoren ausgenutzt, um Fetttropfen zu zerkleinern.[4]

### Zoologie
- Knallkrebse sind in der Lage, Kavitationsblasen zu erzeugen und im Kampf gegen Artgenossen oder zum Beutefang einzusetzen.
- Verfehlt der Fangschlag eines Fangschreckenkrebses seine Beute, so wird diese unter Umständen von der beim Schlag entstehenden Kavitationsblase getroffen und betäubt und kann danach erbeutet werden.[5][6]